# Christian Ludwig Martin

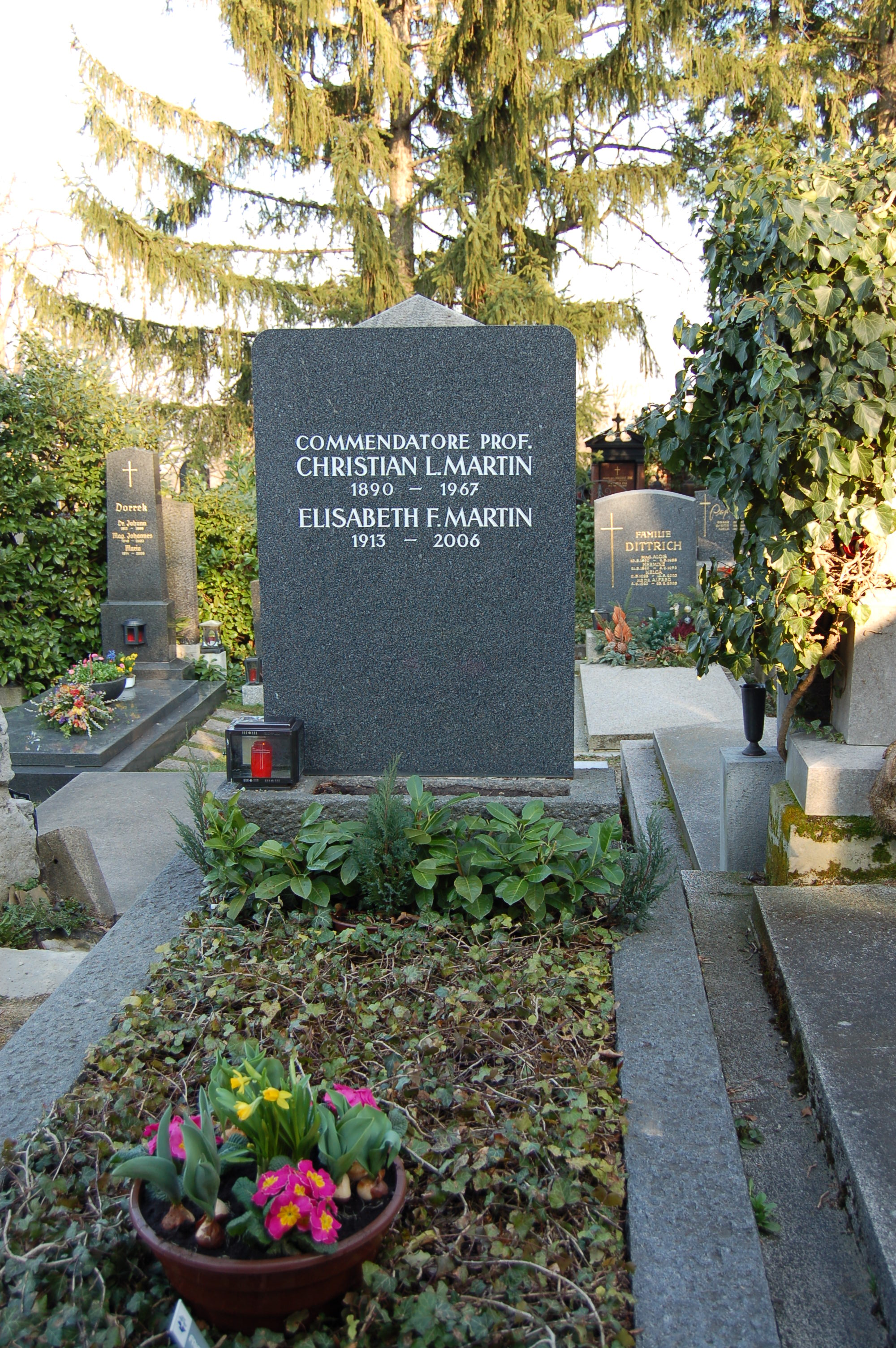
Grabstätte von Christian Ludwig Martin und Elisabeth F. Martin auf dem Neustifter Friedhof

Christian Ludwig Martin (* 2. Juni 1890 in Lubau, Böhmen; † 3. Juni 1967 in Wien) war ein österreichischer Radierer, Buchillustrator, Holzschneider sowie Figuren- und Landschaftsmaler.

## Leben
Christian Ludwig Martin studierte ab 1909 an der Akademie der bildenden Künste Wien bei Alois Delug, Rudolf Jettmar und Ferdinand Schmutzer. Er studierte auch in Paris und Italien. Im Jahr 1917 erhielt er den Rompreis und 1918 den Bär-Preis der Berliner Akademie. Er wurde 1919 Mitglied der Wiener Secession und war von 1922 bis 1926 sowie 1931 bis 1935 deren Präsident. 1921 wurde er Professor für Grafik an der Wiener Frauenakademie. Die gleiche Position hatte er von 1925 bis 1965 an der Akademie der bildenden Künste Wien inne. Ab 1936 leitete er dort die Meisterschule für Grafik. Als Rektor führte er jahrelang Jahre die Geschicke der Akademie.
In Würdigung besonderer Verdienste um die Errichtung des Kaiser Franz Joseph Denkmals in Wien wurde er 1937 zum Stifter ernannt.
Bedeutende Werke schuf er in der Buchillustration und im Exlibris. Bekannt sind seine Zyklen „Großstadt“, „Prater“, „Vom großen Sterben“, „Nächte“ und Blätter mit figuralen Themen zu Religion und Zeitgeschehen.
Weniger bekannt sind seine Aquarelle, die er mit großer Freude im Freien vor Ort in Dürnstein und im Waldviertel schuf.
Martin starb 1967 und wurde in einem Ehrengrab auf dem Neustifter Friedhof beigesetzt.

## Auszeichnungen
- 1958 wurde ihm das Österreichische Ehrenkreuz für Wissenschaft und Kunst vom Bundespräsidenten verliehen.